# Virusul variolei maimuței
Virusul variolei maimuței (MPV, MPXV sau hMPXV) este o specie de virus ADN dublu catenar care provoacă variola maimuței la oameni și la alte mamifere. Virusul variolei maimuței este un virus zoonotic aparținând genului Orthopoxvirus⁠(d), ceea ce îl face strâns înrudit cu virusurile variolei, variolei bovine și Vaccinia⁠(d) . MPV are formă ovală, cu o membrană exterioară lipoproteică. Genomul are aproximativ 190 kb.
Virusurile variolei și variolei maimuței sunt ambele ortopoxvirusuri, iar vaccinul împotriva variolei este eficient împotriva variolei maimuței dacă este administrat cu 3-5 ani înainte de a contracta boala. Simptomele variolei maimuței la oameni includ o erupție cutanată care formează vezicule și apoi cruste, febră și ganglioni limfatici umflați. Virusul este transmisibil între animale și oameni prin contact direct cu leziunile sau fluidele corporale. Virusul a primit numele de virus al variolei maimuțelor după ce a fost izolat de la maimuțe, dar majoritatea purtătorilor acestui virus sunt mamifere mici.
Virusul este endemic în Africa Centrală, unde infecțiile la oameni sunt relativ frecvente. Deși există multe gazde naturale pentru virusul variolei maimuței, rezervoarele exacte și modalitatea prin care virusul circulă în natură trebuie studiate în continuare.